# Дарвинский заповедник
Да́рвинский госуда́рственный приро́дный биосфе́рный запове́дник — особо охраняемая природная территория в России. Расположен на территориях Череповецкого района Вологодской области и Брейтовского района Ярославской области.
Заповедник был открыт 18 июля 1945 года специально для изучения изменений в дикой природе после постройки Рыбинской ГЭС и образования Рыбинского водохранилища в 1941 году. С 2002 года заповедник включён во Всемирную сеть биосферных резерватов. Назван в честь английского естествоиспытателя, основоположника эволюционной теории Чарльза Дарвина.
Заповедные земли расположены на большом полуострове на северо-западном берегу Рыбинского водохранилища. Площадь заповедника более 112 тысяч гектаров, из которых 67 тысяч приходится на долю суши, а остальное — на прибрежные воды.
Административный центр — деревня Борок Череповецкого района.

## Флора и фауна заповедника

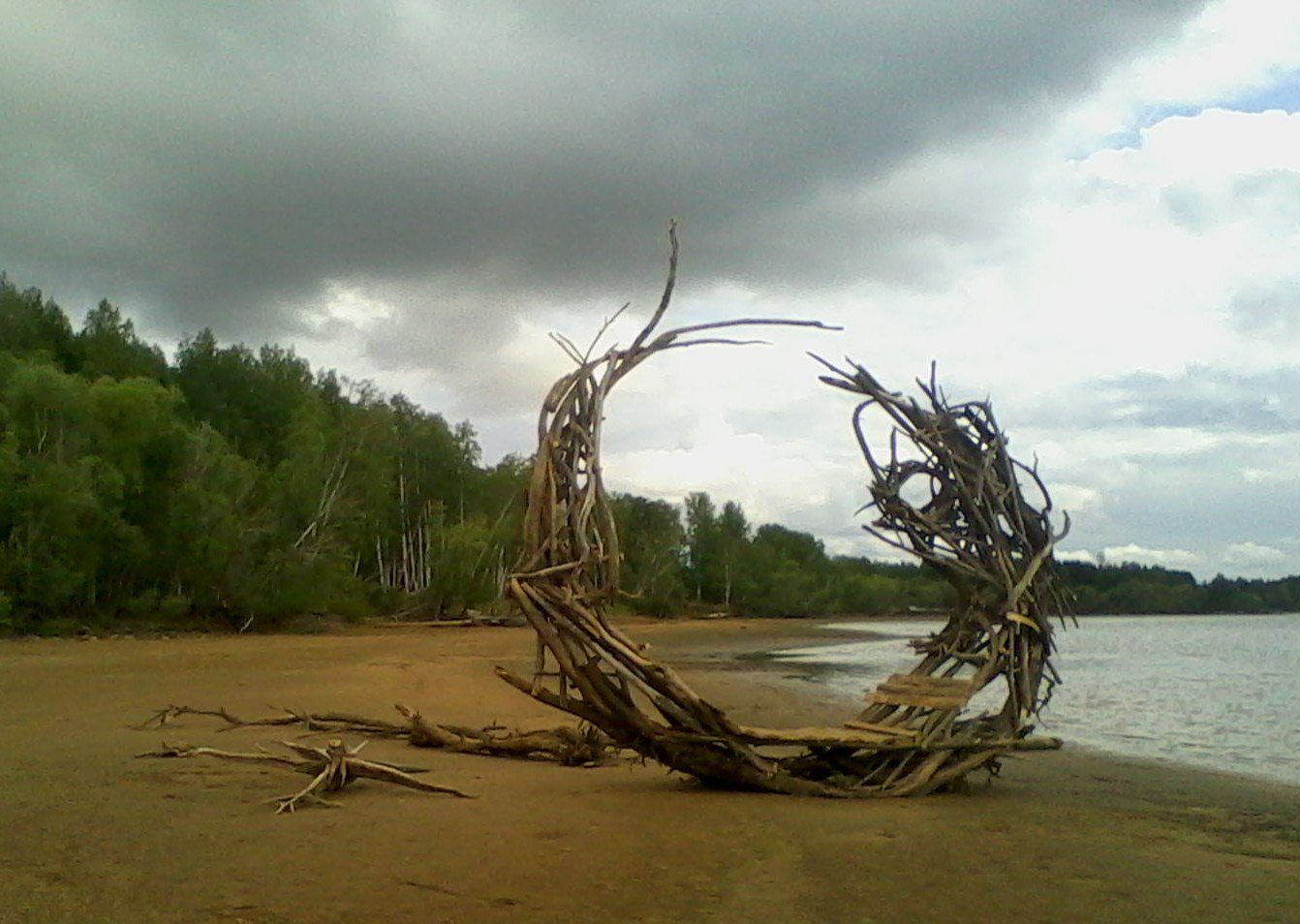
Арт-объект на берегу Рыбинского водохранилища

Хорошо прогреваемые мелководья густо заросли влаголюбивой и водной растительностью: осоками, ситником, рогозом, полевицей, частухой, ежеголовником, гречишкой земноводной, рдестами, урутью, роголистником и другими. Большая часть суши заповедника покрыта сосновыми лесами. Эти угодья богаты ценными ягодами: клюквой, морошкой, голубикой.
В заповеднике обитают звери и птицы, характерные для Вологодской области. Здесь встречаются: куница, горностай, обыкновенная белка, выдра, волки, барсуки, лисицы, лоси, заяц. Много в заповеднике медведей. В последние годы поселились и размножились кабаны. В лесных чащах гнездятся филины, глухари, тетерева, большой подорлик, чёрный коршун, ястреб-тетеревятник, ястреб-перепелятник и ряд мелких соколков. Сейчас здесь отмечена наибольшая в мире плотность гнездовий орланов-белохвостов, занесённых в Красную Книгу. На всей европейской территории бывшего СССР насчитывалось не более 500—600 гнездовых пар этих исчезающих крылатых гигантов. Орнитологам всего мира заповедник знаком благодаря уникальной колонии «рыбного орла», как иной раз называют скопу. В этом уголке России наблюдается наибольшая в Европе плотность гнездовий этих редких птиц.
Биолог Дарвинского заповедника Вячеслав Васильевич Немцев создал первую в мире ферму глухарей. За полвека работы в этих краях ему удалось собрать и одну из богатейших коллекций бабочек, в которой представлены практически все «порхающие» насекомые, встречающиеся на Северо-Западе России или же залетающие сюда из мест постоянного обитания. Сегодня в целях охраны и дальнейшего изучения территорий Дарвинского заповедника в нём работают Отдел экологического просвещения (с 1999 года), Отдел обеспечения основной деятельности, Музей природы, в котором размещены несколько диорам и экспозиций о заповеднике.
Уникальной особенностью заповедной акватории Рыбинского моря стали торфяные острова. После заполнения водохранилища оказались затоплены многие торфяные болота. C течением лет гигантские пласты торфа всплывали и пускались в дрейф по волнам. Со временем на них появлялись трава и даже деревья.

## Виды и подвиды, включённые в Красную книгу России
На территории заповедника обитают следующие виды, включённые в Красную книгу России.
Грибы
- Мутинус Равенеля / Mutinus raveneli

Лишайники
- Лобария лёгочная / Lobaria pulmonaria

Покрытосеменные
- Венерин башмачок настоящий / Cypripedium calceolus
- Надбородник безлистный / Epipogium aphyllum
- Пальцекорник Траунштейнера / Dactylorhiza traunsteineri

Беспозвоночные
- Мнемозина / Parnassius mnemosyne
- Обыкновенный аполлон / Parnassius apollo

Птицы
- Беркут / Aquila chrysaetos
- Большой кроншнеп / Numenius arquata
- Большой подорлик / Aquila clanga
- Европейская белая лазоревка / Parus cyanus cyanus
- Европейская чернозобая гагара / Gavia arctica arctica
- Змееяд / Circaetus gallicus
- Кулик-сорока / Haematopus ostralegus
- Малая крачка / Sterna albifrons
- Малый подорлик / Aquila pomarina
- Обыкновенный серый сорокопут / Lanius excubitor excubitor
- Орлан-белохвост / Haliaeetus albicilla
- Пискулька / Anser erythropus
- Сапсан / Falco peregrinus
- Скопа / Pandion haliaetus
- Среднерусская белая куропатка / Lagopus lagopus rossicus
- Филин / Bubo bubo
- Чёрный аист / Ciconia nigra
- Южная золотистая ржанка / Pluvialis apricaria apricaria